# Чипли (Флорида)
Чи́пли (англ. Chipley) — город в штате Флорида, административный центр и крупнейший населённый пункт округа Вашингтон. Население по переписи 2020 года — 3360 человек.

## География
По данным Бюро переписи США, общая площадь города равняется 11,40 км². Расположен на пересечении межштатной автомагистрали I-10 и автомагистрали US 90.

## Население
| Год переписи                    | Нас. |  | %±    |
| ------------------------------- | ---- |  | ----- |
| 1890                            | 354  |  | —     |
| 1900                            | 652  |  | 84,2% |
| 1910                            | 1099 |  | 68,6% |
| 1920                            | 1806 |  | 64,3% |
| 1930                            | 1878 |  | 4%    |
| 1940                            | 2167 |  | 15,4% |
| 1950                            | 2959 |  | 36,5% |
| 1960                            | 3159 |  | 6,8%  |
| 1970                            | 3347 |  | 6%    |
| 1980                            | 3330 |  | −0,5% |
| 1990                            | 3866 |  | 16,1% |
| 2000                            | 3592 |  | −7,1% |
| 2010                            | 3605 |  | 0,4%  |
| 2020                            | 3660 |  | 1,5%  |
| 1890–2020 U.S. Decennial Census |      |  |       |

По переписи населения 2020 года в городе проживало 3660 жителей. Плотность населения — 294,74 чел. на один квадратный километр. Расовый состав населения: чёрные или афроамериканцы — 25,33 %, белые — 61,61 %, испаноязычные или латиноамериканцы — 4,04 % и представители других рас — 9,02 %.

## Экономика
По данным на 2021 год, средний годичный доход домохозяйства составляет 35 660 долларов, что на 43,45 % ниже среднего по штату. Доля населения, находящегося за чертой бедности, — 28,5 %.

## Образование
Систему образования города составляют семь государственных школы и две частные школы, в которых обучаются 2078 и 333 учащихся соответственно. Возможности для получения высшего образования предоставляются Техническим колледжем Западной Флориды.

## Известные уроженцы
- Артис Гилмор (род. 1949) — американский баскетболист.